# موزه جهرم
موزه جهرم موزه‌ای واقع در بلوار آزادگان جهرم، استان فارس است. این موزه در ۷ آبان ۱۴۰۰ بازگشایی شد. از مهم‌ترین بخش‌های این موزه گنجینه سکه‌های تاریخی ضرب جهرم است که برای نخستین بار در معرض بازدید عموم قرار گرفته‌اند.

## پیشینه
تلاش‌ها برای افتتاح موزه در جهرم به سال‌های دور بازمی‌گردد. در خرداد ماه سال ۱۳۹۰ جانشین فرمانده لشکر المهدی در جنگ ایران و عراق و همچنین دادستان جهرم از برنامه برای ایجاد «موزه شهدا» خبر رسانی کردند. نماینده شهرستان در آبان ماه ۱۳۹۴ از ضرورت ایجاد موزه در جهرم سخن گفت. کمی بعد در اسفند همان سال شهردار جهرم اعلام کرد «موزه جهرم‌شناسی» در قدمگاه جهرم راه‌اندازی می‌شود. در تیرماه ۱۳۹۶ نیز رئیس اداره میراث فرهنگی جهرم از آمادگی برای ایجاد «موزه تاریخ پزشکی» در خانه تاریخی جعفر پیمان در محوطه بیمارستان پیمانیه گفت.
همچنین در اردیبهشت ماه ۱۳۹۸ فرماندار ویژه جهرم اعلام کرد برای افتتاح «موزه انقلاب و دفاع مقدس» در جهرم برنامه‌ای وجود دارد. چندین روز بعد رئیس اداره میراث فرهنگی شهرستان جهرم اظهار کرد جهرم ظرفیت ایجاد هفت موزه را دارد. این موارد شامل موزه مرکزی جهرم، موزه آیت‌الله سیدعبدالحسین نجفی لاری، خانه صنایع دستی، موزه تاریخی خانه بازرگان، خانه تاریخی جلال طوفان، اقامتگاه بومگردی کوهکن و موزه و مرکز اسناد جهرم بودند. در مهرماه همان سال شهردار جهرم از ساخت موزه خوشنویسی تحت عنوان «خط عاشورا» در قسمت قدیمی شهرداری خبر داد.
سرانجام پس از کش و قوس‌های فراوان در ۱ آبان ۱۴۰۰ اعلام شد موزه جهرم در ساختمان قدیم معاونت بهداشتی دانشگاه علوم پزشکی جهرم آماده بهره‌برداری است. کمی بعد موزه جهرم در ۷ آبان ۱۴۰۰ افتتاح شد.
در بهمن ماه ۱۴۰۱ فرماندار ویژه جهرم از پیگیری برای احداث «موزه دفاع مقدس» در جهرم سخن گفت. در اردیبهشت ماه ۱۴۰۲ نیز امام جمعه جهرم درخواست کرد زندان شهربانی جهرم به عنوان «موزه انقلاب اسلامی» در دسترس عموم قرار گیرد. کمی بعد در دی ماه همان سال مدیرکل میراث فرهنگی، گردشگری و صنایع‌دستی فارس از ضرورت راه‌اندازی «موزه شهدا» در بخش کردیان و «موزه مردم‌شناسی» در قطب‌آباد خبر داد. در مردادماه ۱۴۰۳ نیز از اهدای زمینی برای احداث «موزه جهرم‌شناسی» در خیابان آیت‌الله کاشانی خبر داده شد. همچنین در مهرماه همان سال اعلام شد کارخانه تاریخی پنبه‌پاک‌کنی واقع در محوطه شهرداری جهرم در انتظار تصمیم متولیان برای تعمیرات با هدف تغییر کاربری به «موزه خط جهرم» یا «موزه بلدیه جهرم» است.

## ساختمان
موزه جهرم در ساختمانی به زیربنای ۸۵۰ متر مربع در زمینی به وسعت ۱۷۰۰ متر مربع واقع شده است. ساختمان موزه بیش از نیم قرن قدمت دارد و از نخستین ساختمان‌های مدرن شهر به‌شمار می‌رود. این ساختمان متناسب با جغرافیای جهرم با سنگ ساخته شده و دارای حیاط مرکزی است.

## اشیا

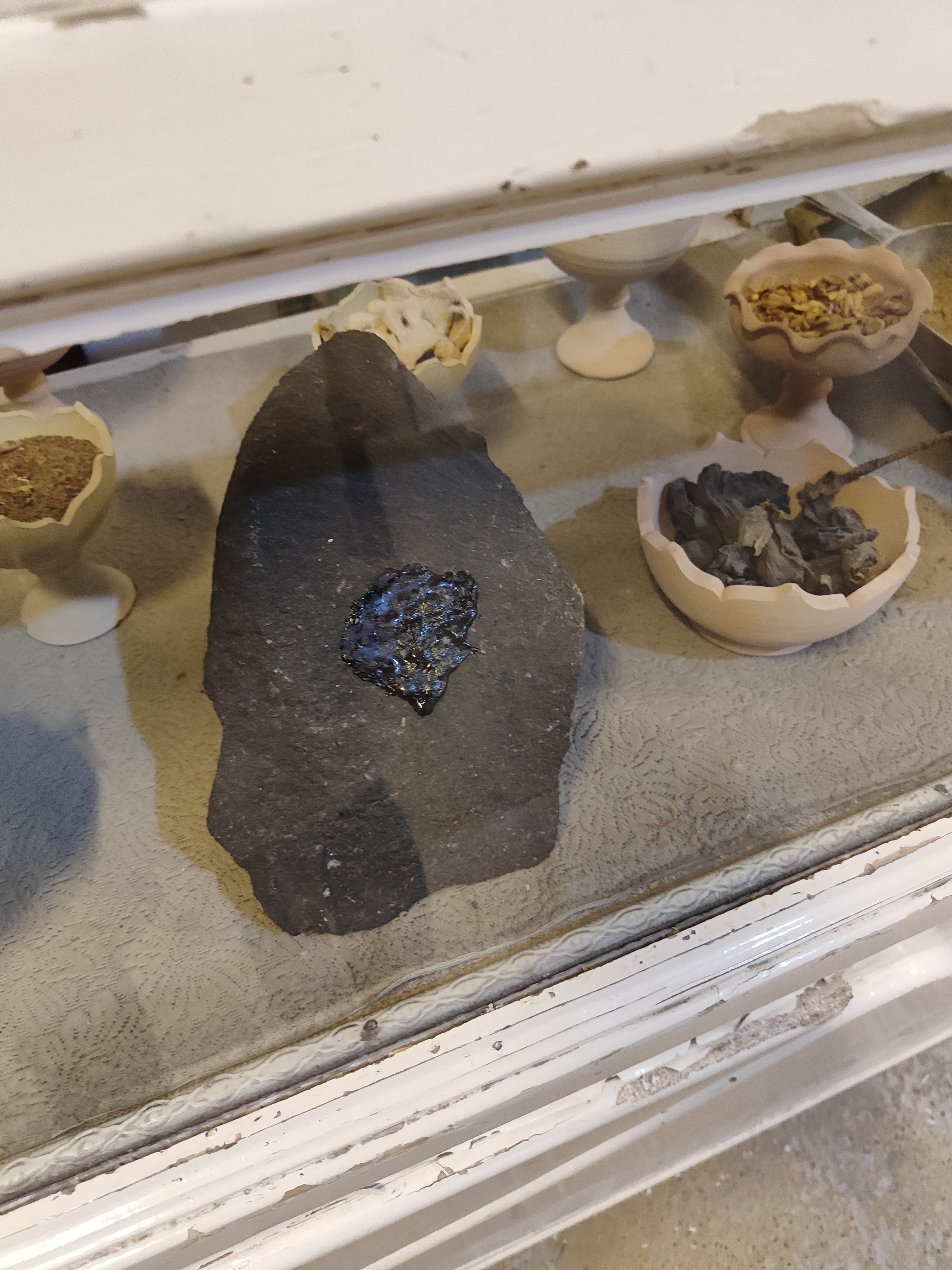
اشیای موزه

این موزه دارای بخش‌های مختلفی چون اشیاء پیش از تاریخ، فسیل‌ها و سنگواره‌های کشف شده در جهرم، اسناد تاریخی جهرم، سکه‌های تاریخی ضرب جهرم، نقشه‌های تاریخی، اشیاء به جا مانده از انقلاب اسلامی و شهدا و خاندان آیت‌اللهی بوده است. همچنین در این موزه بازسازی مشاغل کهن جهرم چون شیشه‌گری، رنگرزی، قالی‌بافی، چینی‌بندزنی، عطاری، حصیربافی سنتی و مطبخ‌های قدیم جهرمی تهیه شده است.
در حیاط مرکزی این موزه نیز سنگ‌های تاریخی (سنگ قبرها، سنگ‌های تقسیم آب، شیر سنگی، پله‌ها، رخ‌بام‌های کهن و…) که از سنگ‌های سنگ‌اشکن جهرم بوده به نمایش درآمده است.